# Нижняя Лукавица
Нижняя Лукавица (укр. Нижня Лукавиця) — село в Моршинской городской общине Стрыйского района Львовской области Украины.
Население по переписи 2001 года составляло 383 человека. Занимает площадь 3,4 км². Почтовый индекс — 82480. Телефонный код — 3245.

## История
В 1946 году указом ПВС УССР село Луковица-Долишняя переименовано в Нижнюю Луковицу.

## Известные жители и уроженцы
- Гаврылив, Мелания Васильевна (род. 1920) — Герой Социалистического Труда.